# Entalpia padrão de formação

Entalpia para a formação de fluoreto de litio, segundo lei de Hess

O calor de formação , ou  entalpia padrão de formação (ΔHf0) de um composto químico é a variação da entalpia da reação de formação deste composto a partir de suas espécies elementares que o compõem, ou seja, é a energia liberada ou absorvida pela reação de formação de compostos. A reação de formação de composto consiste na formação do composto em questão a partir dos seus elementos na sua forma alotrópica mais estável em condições Condições padrão de temperatura e pressão ({\displaystyle T=298K} e {\displaystyle P=101,35kPa})
A unidade da variação de entalpia no SI é kJ/mol.
Quando a entalpia de formação é omitida na equação química da reação, significa que foi medida na temperatura de 298 K e pressão de 1 atm.
A fórmula para calcular a Entalpia de Formação é dada por:
{\displaystyle \Delta H=H_{produtos}-H_{reagentes}}
Exemplo: A entalpia de formação da água, formada por hidrogênio e oxigênio, é equivalente a entalpia da reação de hidrogênio diatômico com oxigênio diatômico, ambos gasosos:
{\displaystyle {\ce {H2(g) + 1/2O2(g)->H2O(l)}}} {\displaystyle \Delta _{f}H=-285,5kJ/mol}
Significa que a formação de 1 mol de água (6,02 x 1023 moléculas = 18 gramas), pela ligação de 1/2 mol de oxigênio gasoso ({\displaystyle {1 \over 2}\times N_{a}=16g}, sendo {\displaystyle N_{a}} a constante de avogadro), com 1 mol de hidrogênio ({\displaystyle 1\times N_{a}=2g}), no estado líquido, à temperatura de 298 K e 1 atm libera {\displaystyle 285,5kJ/mol}  de energia calorífica.

## Lei de Hess
Para várias substâncias, a reação de formação pode ser considerada como a soma de reações mais simples, real ou fictícia. A entalpia de reação pode ser analisada aplicando a Lei de Hess, que afirma que a soma das mudanças de entalpia para uma série de etapas de reação individuais é igual à mudança de entalpia da reação global.
A entalpia de formação das espécies químicas elementares, nas mesmas condições, é arbitrada como sendo zero. Exemplos:
- Hidrogênio: H2 (g)
- Hélio: He (g)
- Carbono: C (grafite)
- Nitrogênio: N2 (g)
- Oxigénio: O2 (g)
- Flúor: F2 (g)
- Cloro: Cl2 (g)
- Bromo: Br2 (l)
- Iodo: I2 (s)
- Fósforo: P (branco)
- Enxofre: S (rômbico)